# Otto Rasch
Emil Otto Rasch (Friedrichsruh, 7 december 1891 - Neurenberg, 1 november 1948) bekleedde verscheidene functies in nazi-Duitsland en was een SS-Brigadeführer (brigadegeneraal) en commandant van Einsatzgruppe C tijdens de Tweede Wereldoorlog.
Otto Rasch werd lid van de NSDAP in 1931 en vervoegde de SS-rangen in 1933. Na de machtsovername van de nationaalsocialisten werd Rasch burgemeester te Radeberg en hoofdburgemeester in Lutherstadt Wittenberg. Toen Rasch zijn villa betaalde met belastinggeld moest hij zijn politieke carrière stopzetten en trad hij toe tot de Sicherheitsdienst (SD). In 1938 werd hij leider van de staatspolitie te Frankfurt en begin 1939 werd hij chef van de veiligheidsdienst (SD) te Praag en chef van de veiligheidspolitie (Sicherheitspolizei, Sipo) te Konigsbergen. Op 31 augustus 1939 nam hij deel aan de overval op de Gleiwitz-zender waar hij de leiding nam over de overval van het boswachtershuis Pietschen, Polen. In de winter van 1939-1940 reorganiseerde hij het concentratiekamp Soldau grondig. Als bevelhebber van Einsatzgruppe C was hij verantwoordelijk voor de massamoord aan het ravijn van Babi Jar, Oekraïne in 1941.
Als onderdeel van de Processen van Neurenberg werd hij na de oorlog berecht in het zogeheten Einsatzgruppen-proces. De rechtsgang tegen hem werd gestaakt omdat hij de ziekte van Parkinson kreeg; eind 1948 overleed hij.

## Carrière
Rasch bekleedde verschillende rangen in zowel de Allgemeine-SS als Heer. De volgende tabel laat zien dat de bevorderingen niet synchroon liepen.
| Datums                                                                       | Kaiserliche Marine | Overheid          | NSDAP                 | Allgemeine-SS          | Politie                               |
| ---------------------------------------------------------------------------- | ------------------ | ----------------- | --------------------- | ---------------------- | ------------------------------------- |
| 1911                                                                         | Freiwilliger       | —                 | —                     | —                      | —                                     |
|                                                                              | Vizefeldwebel      | —                 | —                     | —                      | —                                     |
| 1 oktober 1931                                                               | —                  | —                 | Kreisredner der NSDAP | —                      | —                                     |
| 10 maart 1933                                                                | —                  | —                 | —                     | SS-Anwärter            | —                                     |
| 1 juli 1933                                                                  | —                  | Bürgermeister     | —                     | —                      | —                                     |
| 15 mei 1934                                                                  | —                  | —                 | —                     | SS-Sturmmann           | —                                     |
| 9 november 1934                                                              | —                  | —                 | —                     | SS-Unterscharführer    | —                                     |
| 1 juni 1935                                                                  | —                  | Oberbürgermeister | —                     | —                      | —                                     |
| 15 juli 1935                                                                 | —                  | —                 | —                     | SS-Scharführer         | —                                     |
| 9 november 1935                                                              | —                  | —                 | —                     | SS-Hauptscharführer    | —                                     |
| 1 september 1936                                                             | —                  | —                 | —                     | —                      | Hauptabteilungsleiter und Stabsführer |
| 12 november 1936 (met ingang van 1 juli 1936)                                | —                  | —                 | —                     | SS-Untersturmführer    | —                                     |
| 12 november 1936 (met ingang van 9 november 1936)                            | —                  | —                 | —                     | SS-Obersturmführer     | —                                     |
| 12 april 1937 (met ingang van 30 april 1937)                                 | —                  | —                 | —                     | SS-Hauptsturmführer    | —                                     |
| 30 januari 1938                                                              | —                  | —                 | —                     | SS-Sturmbannführer     | —                                     |
| 20 april 1938                                                                | —                  | —                 | —                     | SS-Obersturmbannführer | —                                     |
| 1938                                                                         | —                  | Oberregierungsrat | —                     | —                      | —                                     |
| 30 januari 1939                                                              | —                  | —                 | —                     | SS-Standartenführer    | —                                     |
| 20 april 1939                                                                | —                  | —                 | —                     | SS-Oberführer          | —                                     |
| 16 december 1940 (met ingang van 14 december 1940 en RDA van 1 januari 1941) | —                  | —                 | —                     | SS-Brigadeführer       | Generalmajor in de politie            |

## Lidmaatschapsnummers
- NSDAP-nr.: 620 976[7] (lid geworden 1 oktober 1931[1])
- SS-nr.: 107 100[7] (lid geworden 10 maart 1933[1])

## Decoraties
Selectie:
- IJzeren Kruis 1914, 2e Klasse[9][8][2]
- Herhalingsgesp bij IJzeren Kruis 1939, 2e Klasse[8] op 31 augustus 1940[2]
- Kruis voor Oorlogsverdienste, 2e Klasse met Zwaarden[8][2]
- Erekruis voor Frontstrijders in de Wereldoorlog[9][8][2]